# Carvalhal (apelido)

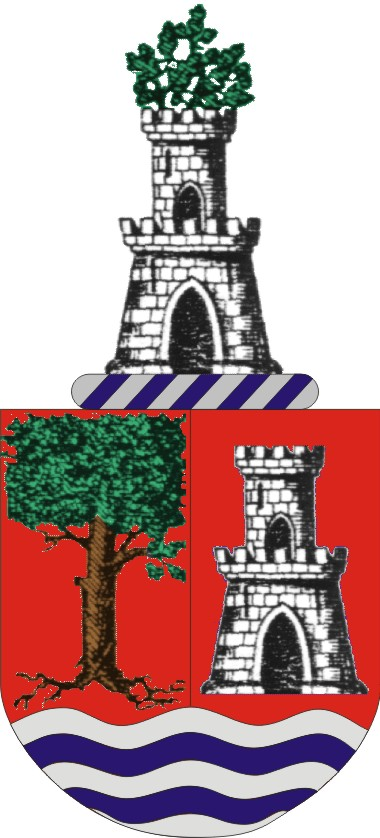
Brasão de armas da família Carvalhal.

Carvalhal é um apelido de família da onomástica das línguas castelhana e portuguesa de origem toponímica, com muitas possíveis origens tanto em Portugal como em Espanha.

## Origens históricas
Segundo os historiadores esta família descende originalmente de D. Álvaro Gil de Carvajal de quem terá derivado Carvalhal.
Este Álvaro Gil de Carvajal passou ao reino de Portugal em 1300 onde foi senhor da localidade de Évora Monte. Foi também em Portugal pai de D. Pedro Gonçalves de Carvalhal (? — 1320), tendo este sido Alcaide-mor de Almada e casado com D. Aldonça Rodrigues da Silva (? — 1320), filha de D. Martim Gomes da Silva (? — 1260) e de Teresa Garcia de Seabra (? — 1285).
Entre outras publicações, Álvaro Gil de Carvajal aparece na Crônica dos Carmelitas, impresso em 1745, quando o cronista se refere à ascendência de D. Nuno Álvares Pereira, que foi um dos personagens mais importantes da história de Portugal.
O Condestável D. Nuno Álvares Pereira era filho de Iria Gonçalves do Carvalhal, natural de Elvas, e sobrinho de Martim Gonçalves do Carvalhal, que foi senhor de Monsaraz e alcaide-mor de Tavira. Martim e Iria aparecem nesta crônica como sendo filhos de Álvaro Gil de Carvajal.
Álvaro Gil de Carvajal foi bisneto de Gonçalo Gonçalves de Carvajal que também passou ao reino de Portugal, segundo Luis de Salazar y Castro, cerca do ano 1300.
Desta linhagem descendem algumas das mais antigas famílias medievais portuguesas e algumas das casas reinantes da Europa.
Alguns autores registram Gonçalo Gonçalves de Carvajal como filho natural do rei D. Bermudo II de Leão. Tomaram desta família o apelido Carvajal, junto da cidade de Leão, do qual tiveram o senhorio.
O brasão atribuído aos Carvalhais do ramo iniciado por Álvaro Gil de Carvajal é o mesmo que foi utilizado pelos Carvalhais que viveram em Angra do Heroísmo, na Ilha Terceira, nos Açores, como pode ser visto em uma cadeirinha de tração humana, de meados do século XVIII, pintada na porta  com o Brasão do Morgado Carvalhal. Essa família dos açores tem início conhecido, conforme pesquisa de Mendes e Forjaz, em Guimarães, Portugal, por volta de 1380, mas, como usaram o mesmo brasão, podem estar ligados a Álvaro Gil de Carvajal.
Francisco Dias do Carvalhal e seu irmão Gonçalo Dias do Carvalhal foram os primeiros deste apelido a chegar nos Açores por volta de 1530.
Há, porém, uma família Carvalhal que não tem correlação com a família Carvalhal acima descrita. António Marques do Soveral mudou-se para Beijós, Portugal em 1816, oriundo da localidade de Carvalhal Redondo, e com isso ganhou o apelido Carvalhal dos habitantes da aldeia. Seus descendentes adotaram o apelido Carvalhal como sobrenome.

## Brasão de armas da família Carvalhal
No Brasão de armas da família Carvalhal alguns emblemas podem ser identificados, como as cores azul, emblema da fidelidade e vermelho, emblema da coragem e as figuras carvalho, emblema da força e da torre, emblema da fortaleza.

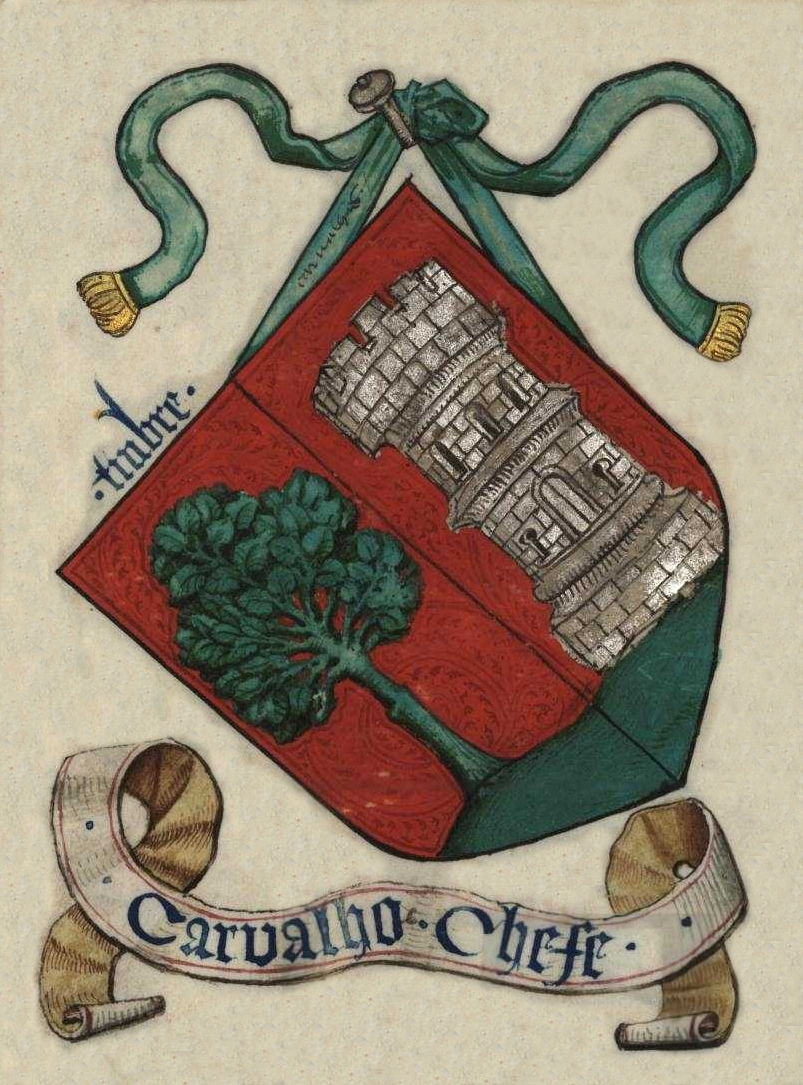
Brasão Carvalhal registrado por João do Cró (ou João du Cros), no LIVRO DO ARMEIRO-MOR, em 1509, as armas figuram junto da sua assinatura. O códice iluminado foi mandado fazer por D. Manuel I e fixou os brasões existentes, o verdadeiro cânon, num tempo em que havia grandes arbitrariedades no uso das armas.

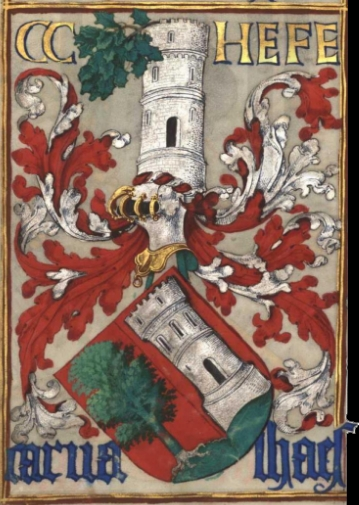
Brasão Carvalhal registrado por António Godinho, no LIVRO DA NOBREZA E DA PERFEIÇÃO DAS ARMAS DOS REIS CRISTÃOS E NOBRES LINHAGENS DOS REINOS E SENHORIOS DE PORTUGAL, em 1521.

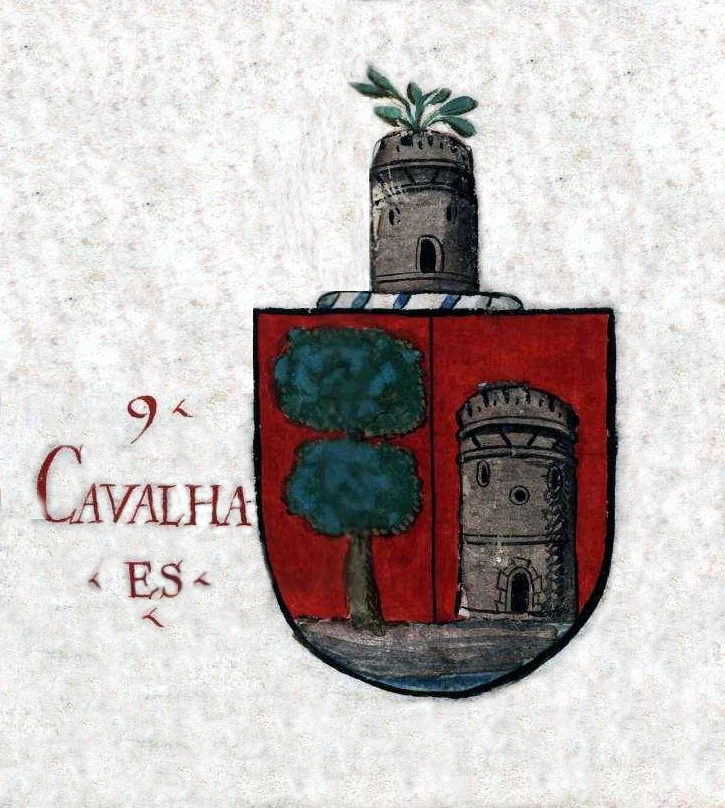
Brasão Carvalhal registrado por Francisco Coelho, no TOMBO DAS ARMAS DOS REIS E TITULARES E DE TODAS AS FAMÍLIAS NOBRES DO REINO DE PORTUGAL INTITULADO COM O NOME DE TESOURO DE NOBREZA, em 1675.

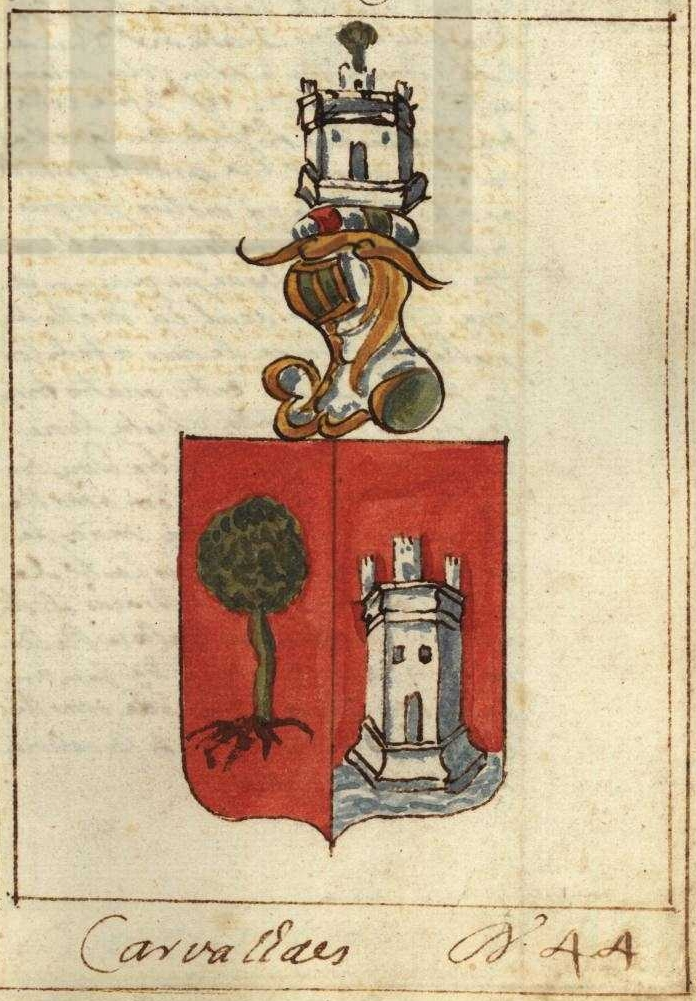
Brasão Carvalhal registrado por Frei Manuel de Santo António e Silva no TESOURO DA NOBREZA DE PORTUGAL, em1783.